# Potamorhina pristigaster
Potamorhina pristigaster is een straalvinnige vissensoort uit de familie van de brede zalmen (Curimatidae). De wetenschappelijke naam van de soort is voor het eerst geldig gepubliceerd in 1876 door Franz Steindachner. Hij gaf aan de soort de naam Curimatus (Anodus) pristigaster.
Het zijn ongevaarlijke zoetwatervissen die voorkomen in het Amazonebekken. Hun maximale lengte is 21,9 centimeter.